# 2507 Bobone
2507 Bobone (1976 WB1) là một tiểu hành tinh vành đai chính được phát hiện ngày 18 tháng 11 năm 1976 bởi Felix Aguilar Observatory ở El Leoncito.